# Corinne Bouchoux

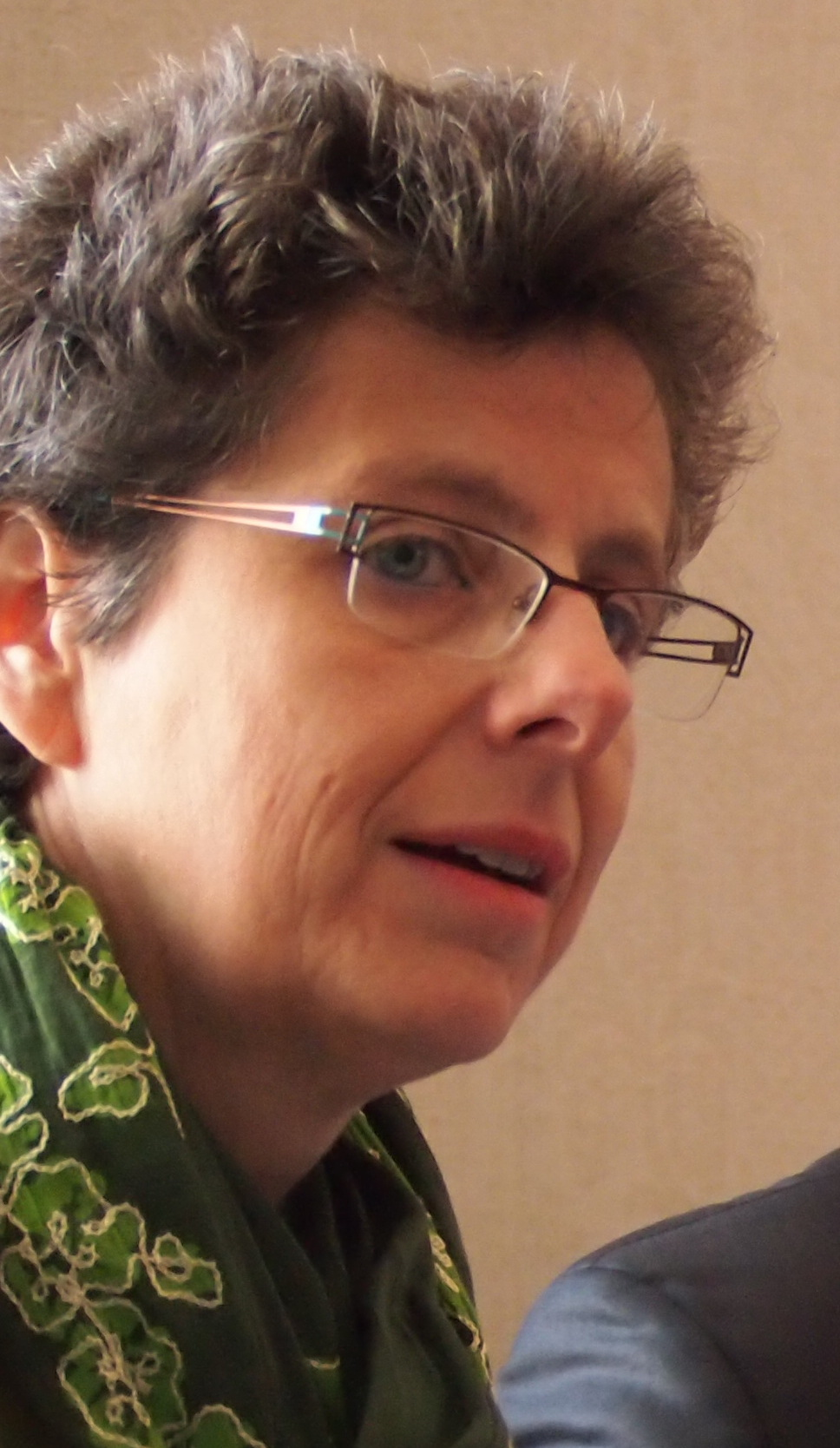
Corinne Bouchoux, 2011

Corinne Bouchoux (* 5. Januar 1964 in Issy-les-Moulineaux) ist eine französische Historikerin und Politikerin.
Sie ist Mitglied von Europe Écologie-Les Verts (EELV) und war von 2011 bis 2017 Senatorin von Maine-et-Loire.

## Leben
Corinne Bouchoux schloss ihr Studium am Institut d’études politiques de Paris im Jahr 1986 ab.
Sie hat für die Zeitschriften Science et Vie Économie und anschließend für Alternatives économiques geschrieben und war von 1989 bis 2002 Lehrerin für Wirtschafts- und Sozialwissenschaften an Sekundarschulen und Dozentin für Zeitgeschichte am Institut d’études politiques de Paris. Zwischen 1997 und 2007 war sie als leitende Verwaltungsangestellte im nationalen Bildungssystem tätig.
Im September 2007 wurde sie als "ingénieur de recherche" (leitende Verwaltungsangestellte) an das Nationales Institut für Gartenbau und Landschaftsgestaltung in Angers, Teil des Agrocampus Ouest, abgeordnet, wo sie für die Abteilung Ausbildung und Studentenleben zuständig ist. Diese Hochschule, die dem Landwirtschaftsministerium angeschlossen ist, bildet Ingenieure für Gartenbau und Landschaftsarchitektur aus. Sie verließ die Hochschule am 1. Oktober 2011, nachdem sie zur Senatorin gewählt worden war.
Sie promoviert in Geschichte zum Thema: Si les tableaux pouvaient parler. Le traitement politique et médiatique des retours d'œuvres d'art pillées et spoliées par les nazis (France 1945–2008). Danach engagierte sie sich als Senatorin für die Restitution von Raubkunst, um die Geschichte der im Dritten Reich geraubten Kunstwerke zu klären, ein Inventar zu erstellen und diese Archive online zugänglich zu machen.
Als Historikerin arbeitet sie mit Musea zusammen, einem virtuellen Museum für Frauen- und Geschlechtergeschichte, das von der Universität Angers herausgegeben wird und für das sie vier Ausstellungen konzipiert hat: La citoyenne Marie Bonnevial (1841–1918), Rose Valland, sur le front de l'art, Le Planning familial: 50 ans en affiches (mit Bibia Pavard), eine der französischen Familienplanungsbewegung gewidmete Ausstellung, und eine Ausstellung über Yvette Roudy in Plakaten und Fotos. Sie beschäftigt sich derzeit hauptsächlich mit folgenden Themen: Attraktivität von Gebieten, Competitive Intelligence und ihre Vermittlung in Frankreich in den letzten 20 Jahren, die Umgestaltung unserer Produktionsmethoden und deren Auswirkungen, einschließlich der Geschlechterdimension. Sie engagiert sich sowohl beruflich als auch privat für den Platz von Studenten in der Gesellschaft und den Kampf gegen Homophobie und Sexismus.
Im September 2011 wurde sie zur Senatorin von Maine-et-Loire unter dem Banner von Europe Écologie-Les Verts gewählt. Sie war Mitglied des Ausschusses für Kultur, Bildung und Kommunikation und Sekretärin des Senatsausschusses für die Kontrolle der Anwendung von Gesetzen. Am 15. Oktober 2012 beauftragte der Senatsausschuss für die Kontrolle der Anwendung von Gesetzen Corinne Bouchoux und Jean-Claude Lenoir mit der Bewertung der Anwendung des Morin-Gesetzes vom 5. Januar 2010 über die Anerkennung und Entschädigung der Opfer französischer Atomtests. Ihr am 18. September 2013 vorgelegter Informationsbericht Nr. 856 (2012–2013) mit dem Titel Entschädigung der Opfer französischer Atomtests: ein Gesetz, das seine Ziele noch nicht erreicht hat erinnert an den Inhalt des Morin-Gesetzes und zieht eine Bilanz seiner formalen und praktischen Anwendung, die nach Ansicht der Berichterstatter „weit hinter den ursprünglichen Erwartungen zurückbleibt“. Um hier Abhilfe zu schaffen, formulieren die beiden Berichterstatter eine Reihe von Empfehlungen, damit das Gesetz von 2010 seine Wirkung voll entfaltet.
Von November bis Dezember 2015 führte sie gemeinsam mit Jean-Vincent Placé den Vorsitz der Fraktion der Umweltschützer im Senat, dann allein ab Februar 2016, nachdem dieser in die Regierung eingetreten war. Am 3. Mai 2016 verließ sie dieses Amt. Sie wurde Sekretärin des Senatsbüros. Sie beschloss, bei den Senatswahlen 2017 in Maine-et-Loire nicht erneut zu kandidieren.
Im Jahr 2019 tritt sie auf der Liste des Bürgermeisters von Angers, Christophe Béchu, an, der von La République en marche bei den Kommunalwahlen 2020 in dieser Stadt unterstützt wird. Sie wird als 5. Vizepräsidentin für den ökologischen Übergang und die Mobilität im Gemeinderat der Communauté urbaine Angers Loire Métropole gewählt.
Parallel zu diesem Amt arbeitet sie als Lehrerin für Sozial- und Wirtschaftswissenschaften in einem Gymnasium in Angers.
Corinne Bouchoux ist offen homosexuell. Sie betrachtet ihr Bekenntnis zur Homosexualität als einen kämpferischen Akt, vor allem gegenüber jungen Menschen, die

„nicht genug positive Darstellungen von Homosexualität haben. Es ist wichtig, dass sie denken können, es ist möglich, schwul zu sein und trotzdem in der Politik zu arbeiten.“

## Privatleben
Corrine Bouchoux lebt seit 2001 in einer Lebenspartnerschaft (PACS) mit Christine Bard, einer Spezialistin für Frauengeschichte, Gender, Feminismus und Antifeminismus.

## Veröffentlichungen
- L’Allemagne réunifiée, Paris, Syros, 122 Seiten, 1992,  (ISBN 978-2-8673-8794-4)
- Cette exigeante liberté, mit Lucie Aubrac, Paris, L’Archipel, 219 Seiten, 1997,  (ISBN 978-2-8418-7061-5)
- Rose Valland une résistante sur le front de l’art, Geste édition, 134 Seiten, 2006,  (ISBN 978-2-8456-1236-5)
- Corinne Bouchoux, "Si les tableaux pouvaient parler”... Le traitement politique et médiatique des retours d'œuvres d’art pillées et spoliées par les nazis (France 1945–2008), Université d'Angers, 2011
- De l'utilité du Sénat et de l'écologie, Editions du Petit Pavé, 188 Seiten, 2019,  (ISBN 978-2-84712-591-7)